# Noordschans
Noordschans is een buurtschap in de gemeente Moerdijk in de Nederlandse provincie Noord-Brabant. De buurtschap hoorde tot 1997 bij de gemeente Klundert. Noordschans is gelegen aan de Aalskreek nabij het Hollands Diep en beschikt over een jachthaven. Vroeger bevond zich hier de haven van Klundert en heerste er enige industriële bedrijvigheid.

## Fort
De buurtschap is vernoemd naar het Fort Hollandia, ook Noordschans geheten, dat de sluis in de Aalskreek en de dijkaccessen aldaar moest verdedigen. Het was een vierkante omgrachte schans met bastions op de hoekpunten, dat in het dijklichaam gelegen was. In 1639 werd het fort vermeld, maar bij een overstroming in 1682 werd het reeds vernield, en niet meer hersteld. In 1747-1748, tijdens de Oostenrijkse Successieoorlog, werd aan beide zijden van de haven een retranchement aangelegd, en in 1793 plaatsten de Fransen er nog twee batterijen geschut, waarmee de haven werd bestreken.
Een bocht in de dijk herinnert tegenwoordig nog aan het vroegere bestaan van dit fort.

## Haven
Eind 18e eeuw begonnen zich bij de haven economische activiteiten te ontplooien. Dat kwam onder meer omdat de haven van Klundert begon te verzanden. De haven werd in de tweede helft van de 19e en de eerste helft van de 20e eeuw gebruikt voor het transport van suikerbieten naar de suikerfabrieken in Zevenbergen, Puttershoek en Dinteloord. De bietenpulp werd als retourlading meegenomen. Een aantal beurtschippers uit Rotterdam en Dordrecht kwamen op Noordschans wonen.
Bij de haven bevond zich ook een in 1907 gebouwde stoomhoutzagerij. Eigenaar was de schipperszoon Jacob Degenaars. Hij kocht in Rotterdam het hout van gesloopte schepen en verkocht het door aan mensen in de buurt. Soms werd het hout, samengebonden tot vlotten, naar Klundert verscheept.

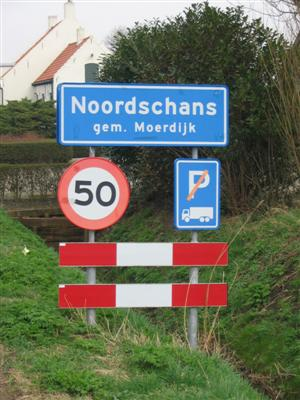
Bord
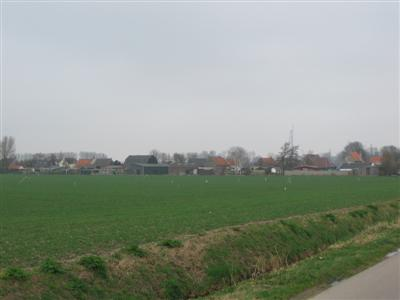
Vergezicht
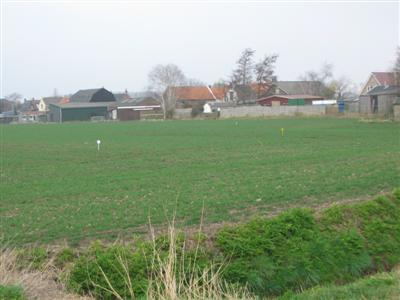
Noordschans

Steden: Klundert · Willemstad · Zevenbergen

Dorpen: Fijnaart · Moerdijk · Heijningen · Helwijk · Langeweg · Noordhoek · Standdaarbuiten · Zevenbergschen Hoek 

Buurtschappen: Achterdijk · Barlaque · Bovensluis · Drie Hoefijzers · Driehoek · De Druif · Hoekske · Kade · Kreek · Kwartier · Lochtenburg · Nieuwemolen · Noordschans · Oranjeoord · Oudemolen · Pelikaan · Roodevaart · Stadse Dijk · Strooiendorp · Tonnekreek · Zevenhuizen · Zwingelspaan

Noord-Brabant: Steden en dorpen      Nederland: Provincies · Gemeenten